# منطقه مرتون لندن
منطقه مرتون لندن (به انگلیسی: London Borough of Merton) یک منطقه در بریتانیا است که در لندن بزرگ واقع شده‌است.
این منطقه ۳۷٫۶۱ کیلومتر مربع مساحت و ۲۰۱٬۴۰۰ نفر جمعیت دارد.